# Peter Foldes
Pour les articles homonymes, voir Foldes.
Peter Foldes, parfois orthographié Peter Foldès, né le 22 août 1924 à Budapest en Hongrie et mort le 29 mars 1977 à Paris, est un réalisateur et dessinateur hongrois naturalisé britannique. Il est l'un des pionniers de l'animation par ordinateur.

## Biographie
Il commence en 1942 à étudier la peinture à l'École des beaux-arts de Budapest, études interrompues par le Seconde Guerre mondiale.
Dans les années 1960, Peter Foldes travaille pour le Service de la recherche de l'ORTF.
Il est l'un des pionniers de l'animation par ordinateur.
Son film La Faim reçoit le prix du jury dans la catégorie "court métrage" au Festival de Cannes 1974 et une nomination à la 47e cérémonie des Oscars en 1975.
Son court-métrage Rêve reçoit le César du meilleur court-métrage d'animation en 1978. D'une durée de 6 minutes, il devait faire partie du long métrage Daphnis et Chloé, resté inachevé à sa mort.

## Filmographie
- 1952 : Animated genesis, court métrage d'animation
- 1964 : Un appétit d'oiseau, court métrage d'animation
- 1965 : Dim Dam Dom, série TV
- 1968 : Plus vite, court métrage d'animation, musique de Bernard Parmegiani
- 1968 : La Belle cérébrale, court métrage
- 1969 : Je, tu, elles...
- 1971 : Metadata, court métrage d'animation
- 1971 : Narcissus, court métrage d'animation
- 1974 : La Faim, court métrage d'animation
- 1975 : Horloge psychédélique d'Antenne 2
- 1975 : Rêve, court métrage d'animation, César du meilleur court-métrage d'animation
- 1977 : Visage, court métrage d'animation

## Peinture
- « Histo - Art no 1 », 1962, huile sur toile, 161 x 129 cm[3]

## Expositions
- 1968  - "Groupe ORA de Paris " (Key Hiraga, Hugh Weiss, Giánnis Gaḯtis, Edgard Naccache, Michel Macréau, Peter Foldes), Galerie Il Giorno, Milan, Italie.

### Documentation
- Robert Benayoun, « Peter Foldes, du dessin animé au comic strip », Phénix, Dargaud, no 37,‎ mai 1974, p. 2-9.